# تاتيانا أرفل
تاتيانا أرفل (بالفرنسية: Tatiana Arfel)‏ كاتبة فرنسية وُلدت في 17 مايو 1979م بباريس.